# 橋頭線

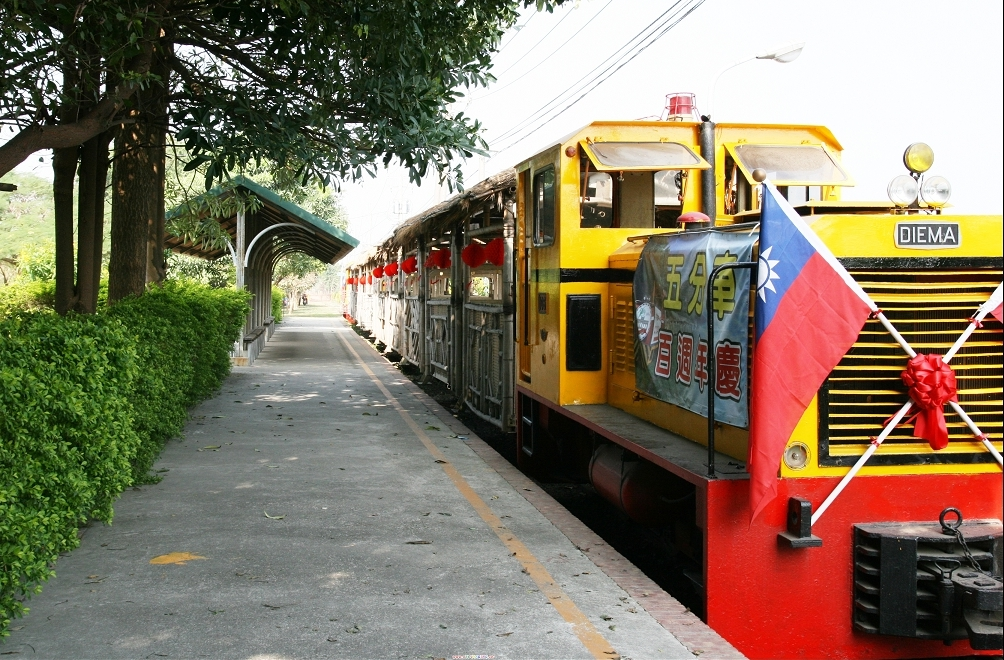
精農車站

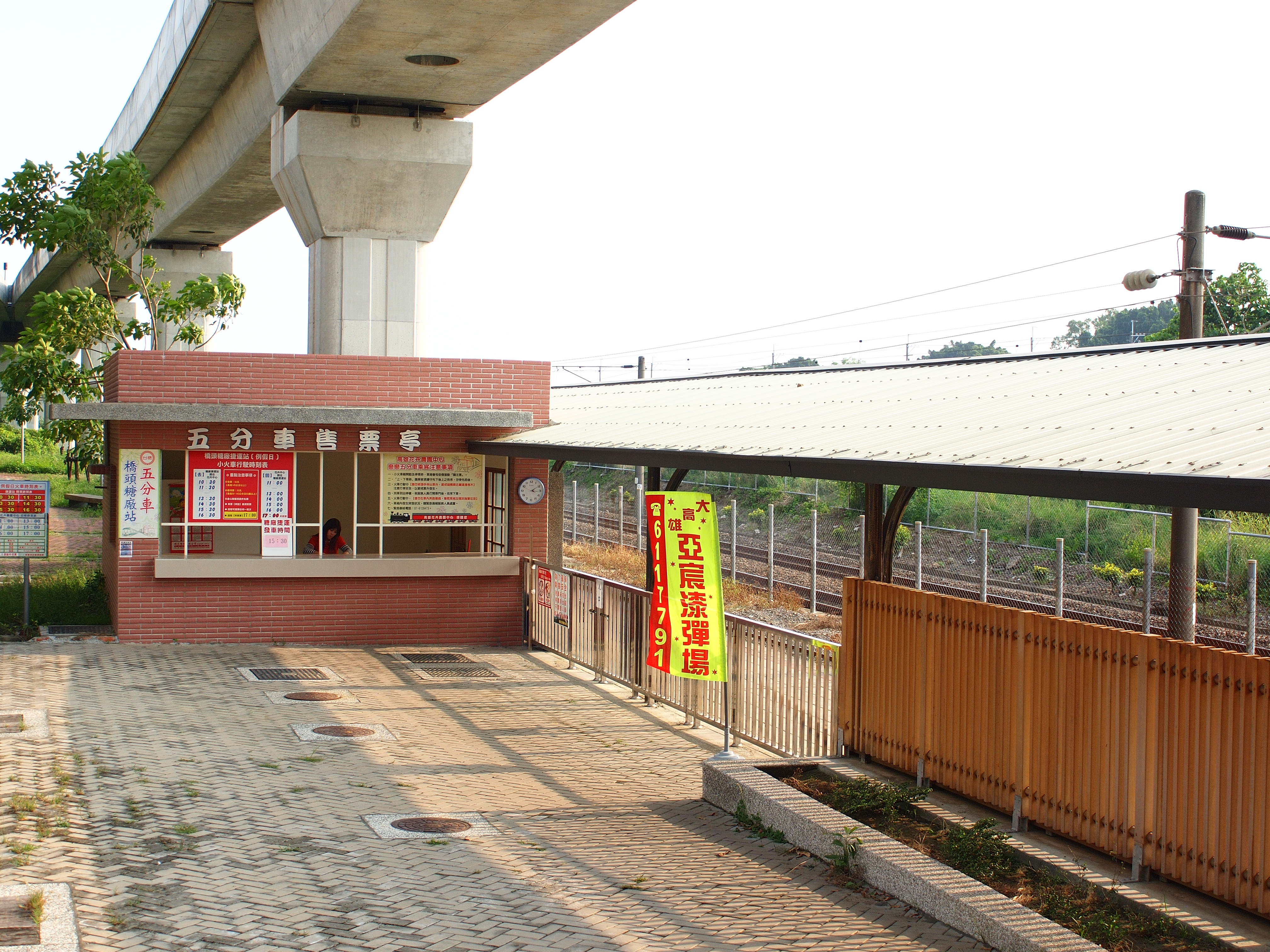
橋頭糖廠站的月台

橋頭線，為位於臺灣高雄市橋頭區高雄花卉農園中心，由臺灣糖業股份有限公司之輕便鐵路。

## 路線資料
- 經營管轄：臺灣糖業
- 路線距離：捷運橋頭糖廠站＝花卉農園中心間1.5km
- 軌距：762mm
- 車站數：2
- 雙線區間：無
- 電化區間：無

## 簡介
橋頭線屬於專用線仁武線（亦為南北平行預備線）的一部分，昔日並未對外營業，即不辦理客運。仁武線許多路段與高雄捷運紅線、臺鐵縱貫線平行。捷運興建時，仁武線曾配合改線。
2003年8月核准載客，總長1.2公里，設興糖（糖業博物館）、精農（花卉農園中心）兩站。2009年7月交通部核准，由興糖站延駛0.3公里至捷運橋頭糖廠站。

## 車站一覽
捷運橋頭糖廠站 - 興糖（糖業博物館） - 精農（花卉農園中心）

## 接續路線
- 捷運橋頭糖廠站：高雄捷運紅線

## 歷史
- 2003年6月26日 - 交通部同意烏樹林、蒜頭、溪湖、橋頭等廠客運執照補發。
- 2003年8月8日 - 交授管一字第0920097485號核准行駛，復駛至今。
- 2009年7月5日 - 交通部核准由興糖站延駛0.3公里至捷運R22A站。

## 外部連結
- 高雄花卉農園中心 （页面存档备份，存于），臺灣糖業
- 糖鐵南北平行預備線65 （页面存档备份，存于），看橋工房